# Matthias Willerotter
Matthias Willerotter; auch Matthias Willenrotter, Matthias Wildrother (* unbekannt; † 18. August 1745 in Mindelheim) war Stuckateur und Maurer im 18. Jahrhundert.
Willerotter siedelte sich im frühen 18. Jh. in Mindelheim an. Der Zeitpunkt und seine Herkunft  sind unbekannt. Der Name kann wohl auf den Ort Wildenroth, jetzt Grafrath bei Fürstenfeldbruck, zurückgeführt werden. Zur gräflichen Familie Muggenthal auf Bedernau muss ein besonderes Verhältnis bestanden haben, da der junge Graf Johann Nepomuk Ludwig von Muggenthal und seine Mutter Isabella, geb. Gräfin Oettingen-Baldern, drei seiner in Mindelheim geborenen Kinder (1737, 1738 und 1741) Patenschaft leisteten. Bis zu seinem frühen Tod war er in Mindelheim ansässig.
Zu seinen herausragenden Werken zählen die reichen Rokokostuckaturen  von 1739/40 im Sommerrefektorium des Mindelheimer Franziskanerinnenklosters Heilig Kreuz und die 1743 erfolgten reizvollen Stuckarbeiten mit Stuckaltar in der Franz-Xaver-Kapelle der ehemaligen Mindelheimer Jesuitenkirche Mariä Verkündigung.

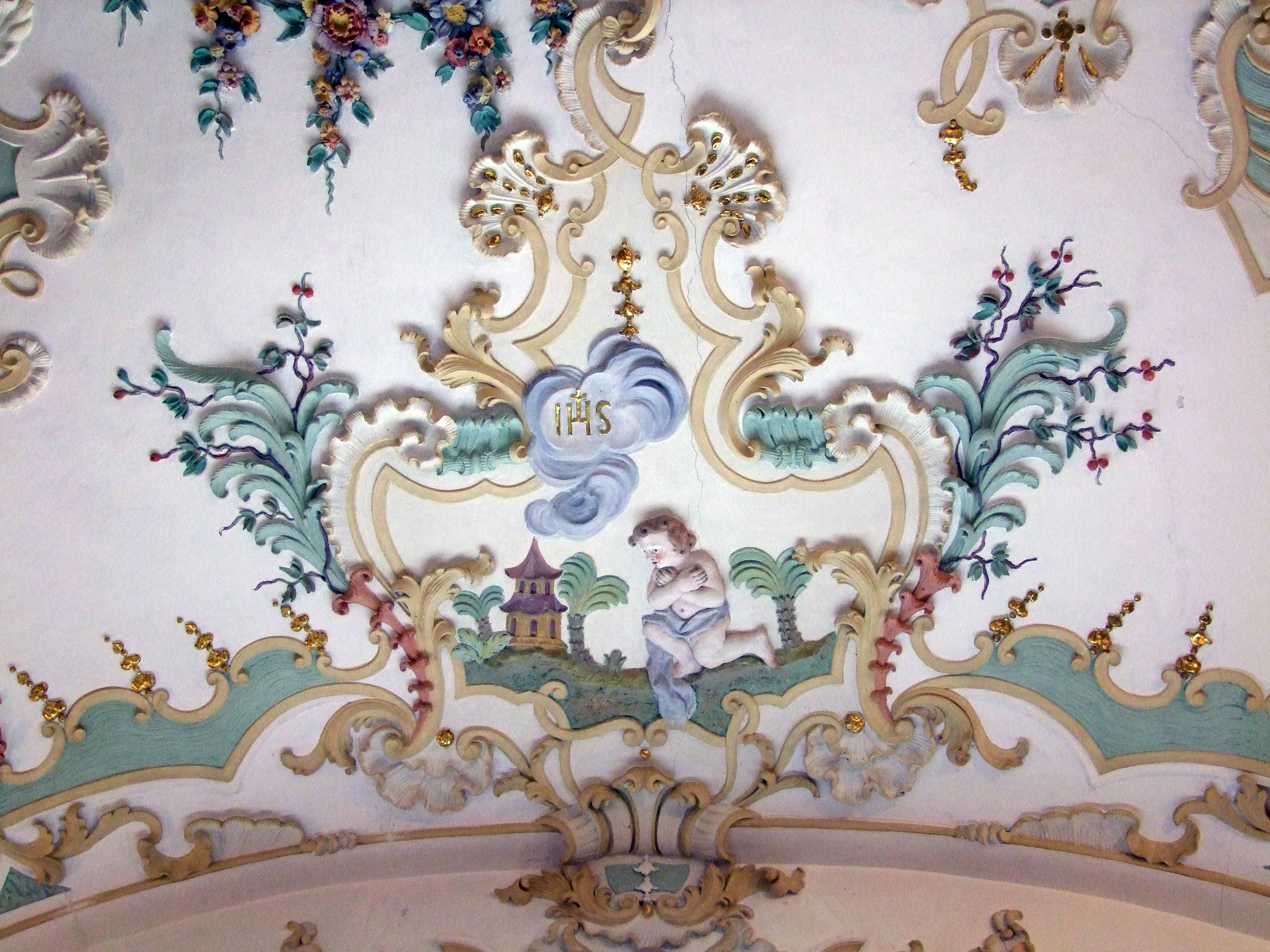
Darstellung des Erdteils Asien
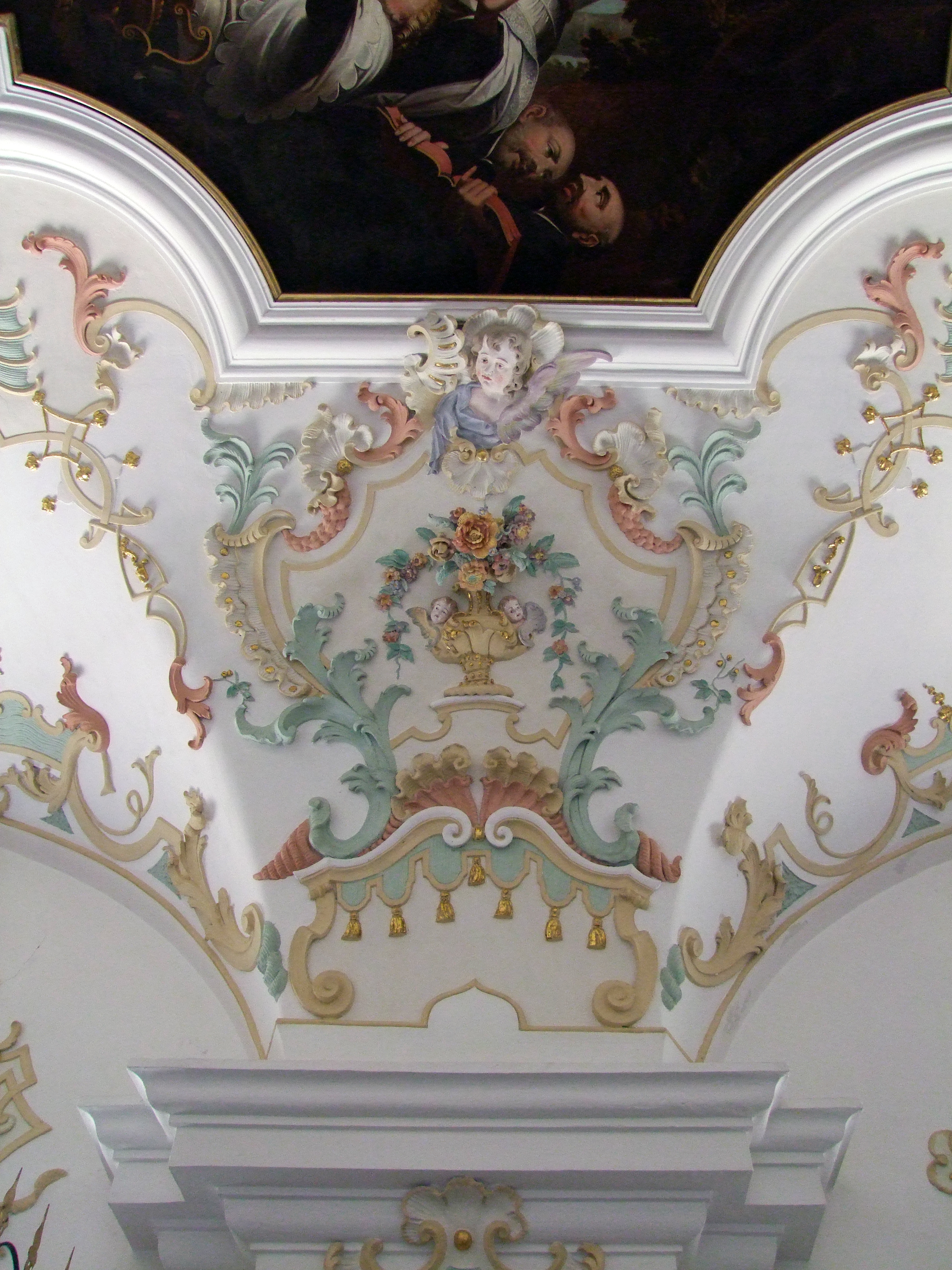
Stuckdetail in der Franz-Xaver-Kapelle
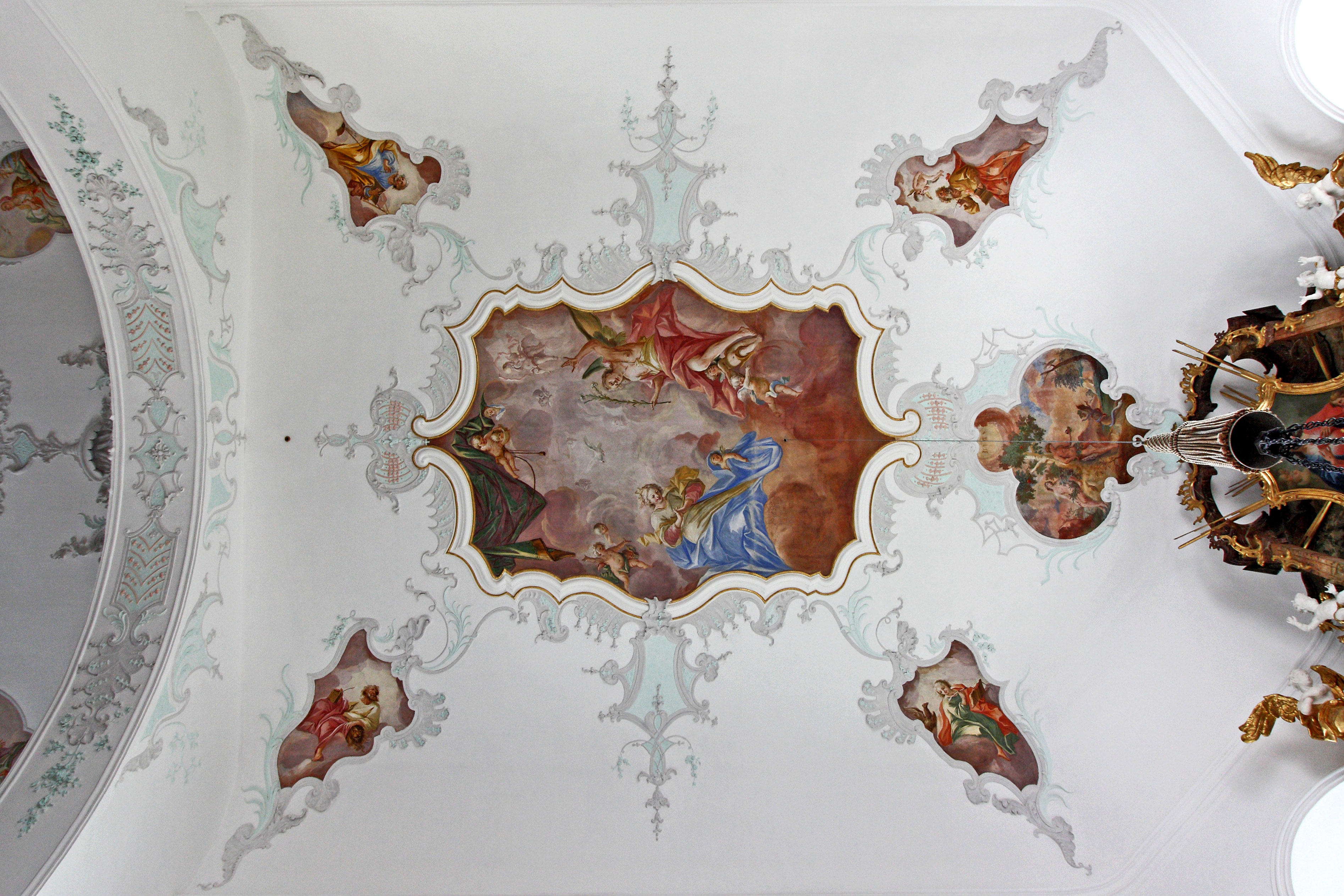
Chordecke in St. Ursus Klosterbeuren
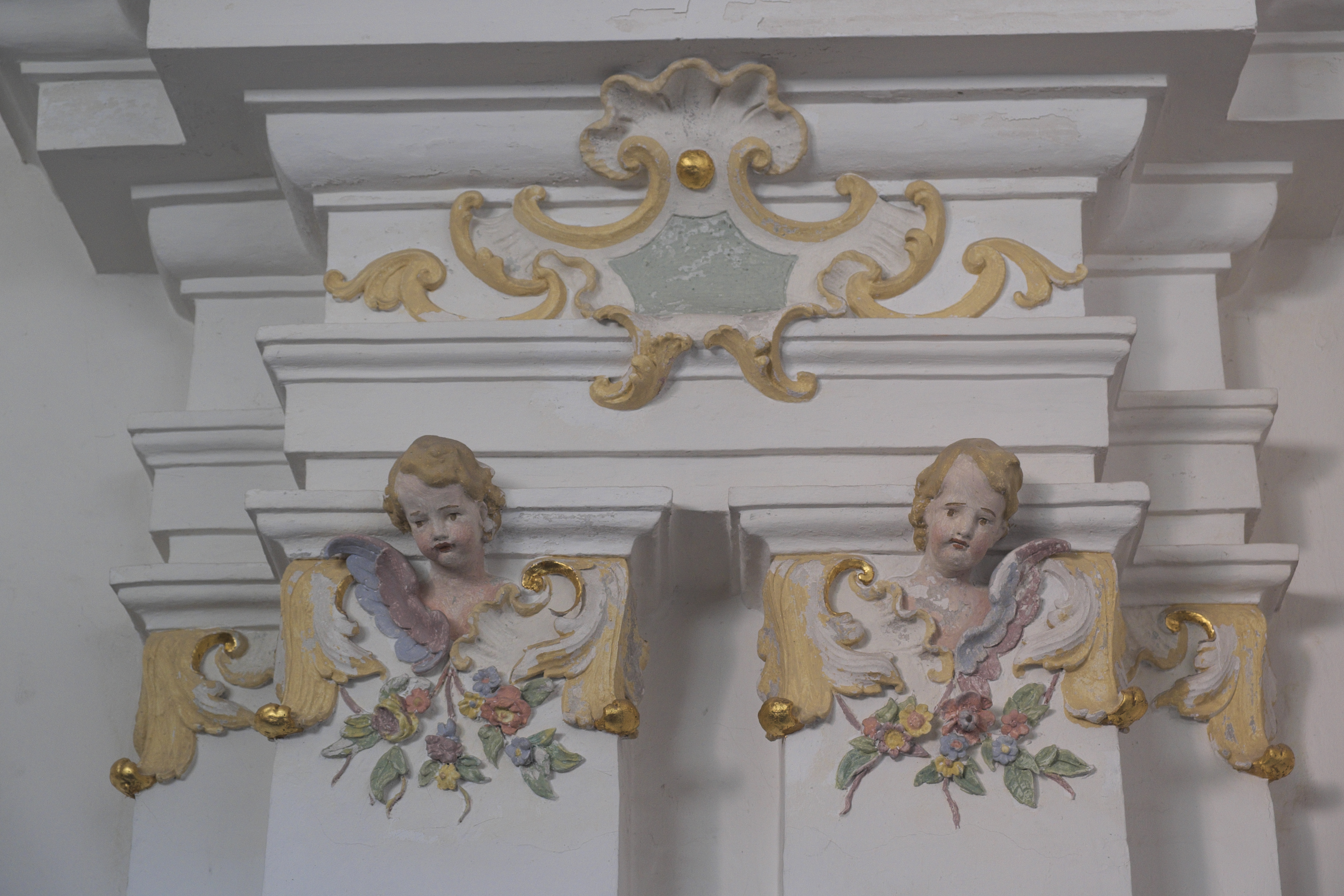
Stuckdetail in der Franz-Xaver-Kapelle
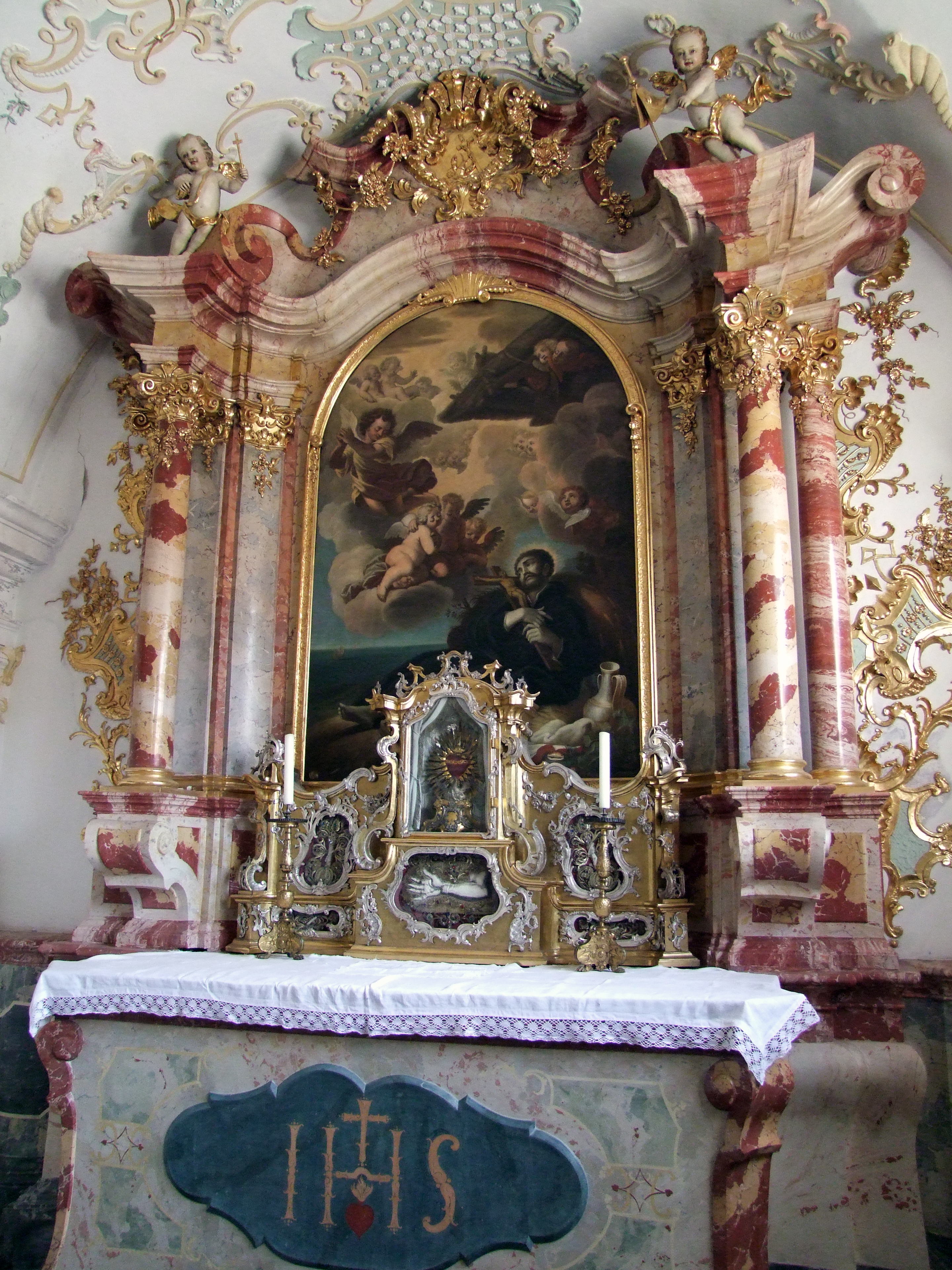
Stuckmarmoraltar der Kapelle

Weiterhin stuckierte er
- 1740 die ehem. Klosterkirche der Franziskanerinnen St. Ursus in Klosterbeuren

- 1741 das neue Lattengewölbe (Stichkappentonne) im Chor  der Wallfahrtskirche  St. Leonhard in Apfeltrach

- 1742 eine Kapelle im ehem. Jesuitenkolleg Kaufbeuren

- in dieser Zeit in der Mindelheimer  Spitalkapelle bei deren Umgestaltung

Dazu werden ihm Stuckarbeiten im  Obergeschoss der Mindelheimer Marienapotheke und im früheren kurfürstl. Jagdhaus an der Hermelstraße zugeschrieben.
Sein Stil zehrt vom Stuckmotivschatz des Dominikus Zimmermann und lebt von Leichtigkeit und Reiz des Rokoko.